# Cleistogenes
Cleistogenes là một chi thực vật có hoa trong họ Hòa thảo (Poaceae).

## Loài
Chi Cleistogenes gồm các loài: